# Ryūzō Torii
Ryūzō Torii (鳥居 龍藏?, Torii Ryūzō; Tokushima, 4 aprile 1870 – 14 gennaio 1953) è stato un antropologo ed etnologo giapponese conosciuto per i suoi studi antropologici su Taiwan.

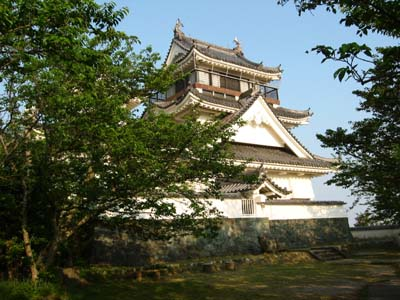
Il Museo Memoriale per Torii nella Prefettura di Tokushima (徳島県立鳥居記念博物館).

Condusse anche degli scavi archeologici nel tentativo di scoprire gli eventi accaduti nell'Asia nordorientale nella preistoria.

## Biografia
Nato nel quartiere Funaba della città di Tokushima, situata nell'isola Shikoku, Torii era un appassionato collezionista di manufatti di ogni genere sin da giovane età, e mostrò poca inclinazione per gli studi formali. Fortunatamente, i suoi insegnanti apprezzarono la sua naturale curiosità nonostante la sua indifferenza accademica, e lo portarono con loro in alcune escursioni nel distretto di nascita, in modo da studiare la storia e la cultura materiale dell'area. Egli sviluppò, quindi, un'abilità precoce negli studi sul campo che compensò la sua mancanza di attenzione verso i libri
Durante il periodo della critica di Yoshino Sakuzō verso le ambizioni di espansione del Giappone imperiale in Corea, Torii prese la parte di coloro che giustificavano le annessioni giapponesi, motivando la sua scelta sul fatto che al tempo era accordo comune nel mondo della linguistica, dell'antropologia e dell'archeologia che i coreani ed i giapponesi discendessero da una stessa razza (dōminzoku).